# Хюбрис
Хюбрис (на гръцки: ὕβρις) означава арогантност и надменност, липса на връзка с реалността, надценяване на собственото положение и обида към боговете, което води до последващо наказание и поражение. В Древна Гърция смисълът на това понятие има конкретиката на грешната постъпка за надпоставяне на някого над боговете или забравяне да им се отдаде благодарност, когато са оказали помощ. Хюбрисът е най-страшната постъпка в Древна Гърция, която е последвана и от най-страшни наказания и разрушение. Хюбрисът е смятан и за най-голям грях в Древна Гърция защото се противопоставя на дике или с други думи справедливостта. Също така се асоциира с нарушаване на социалните норми. Това чувство често показва загуба на контакт с реалността и надценяване на собствената компетентност или способности, особено, когато засегнато лице е във властови позиции. Така хюбрисът е признак за упадък или дори падение. Хюбрисът в древногръцките трагедии води до незабавно наказание не само на извършителя, но на цялата негова общност. Унищожението от боговете може да се случи дори в рамките на един ден. Тук престъплението може да бъде и по асоциация („виновен поради асоциация“) или с други думи заради асоцииране на някого с виновните.